# استخر خورشیدی
استخرهای خورشیدی از جمله نوآوری‌های جدید تولید انرژی می‌باشند و می‌توان از این سیستم‌ها برای تأمین انرژی مورد نیاز صنعت از طریق ذخیره‌سازی انرژی رایگان خورشید در آب استخر استفاده نمود.
استخرهای خورشیدی یکی از کاربردهای بسیار جالب انرژی خورشیدی است. با کمک سیستم خورشیدی استخرهای شنای عمومی و خصوصی در بخش عمده‌ای از سال به صورت رایگان گرم می‌شوند.

## سیستم استخر خورشیدی
جمع‌آوری انرژی خورشیدی از منطقه‌ای وسیع توسط آینه.
تاباندن بر برجی که کوره درون آن قرار دارد.
دنبال کردن خورشید توسط آینه‌هایی که روی تپه مقابل قرار گرفته‌اند.
تاباندن پرتوها بر آینه بشقابی بزرگ.

## وظیفه استخر خورشیدی
ذخیره و نگهداری گرمای خورشید تا ساعت‌ها پس از غروب
آب استخر دارای نمک است.
بیشترین مقدار نمک: در عمق استخر
کمترین مقدار نمک: لایه‌های بالایی
کاهش ۵۰درصد هزینه گاز مصرفی گرمایش آب استخرها
استفاده از گرمایش خورشیدی برای استخرهای شنا

## مزیت‌ها
صرفه جویی انرژی
کاهش هزینه‌ها
گرمایش خورشیدی می‌تواند به مدار موجود گرمایش استخر شنا اضافه گردد و از هزینه نگهداری پایینی برخوردار است.
سیستم گرمایش خورشیدی شامل کلکتورهایی
کلکتور:
تشکیل شده از صفحاتی
هر صفحه:
شامل لوله‌هایی به اسمheader نامیده با لوله‌های باریکی به هم وصل شده‌اند
با تابش خورشید بر آنها، آب گرم شده و به جریان می‌افتد
اندازه کلکتور بستگی به موارد زیر دارد:
اندازه استخر
وضعیت آب و هوا
دمای آب مورد نیاز،
شرایط وزش باد
میزان سایه بودن استخر
میزان استفاده از استخر

## تعداد کلکتورها
میزان صفحات خورشیدی مورد نیاز: معمولاً، کل سطح مورد نیاز کلکتور خورشیدی برابر ۵۰ تا ۱۰۰ درصد سطح استخر شناست. در مناطق سردتر باید سطح کلکتورها را افزایش داد. همچنین افزایش سطح کلکتورها باعث افزایش تعداد روزهای استفاده از استخر می‌شود.
از نظر جهت نیز کلکتور باید رو به جنوب و به زاویه عرض جغرافیایی منطقه باشد. اگر نمی‌توان کلکتورها را رو به جنوب قرار داد، کلکتور نمی‌تواند انرژی کافی از خورشید جذب کند و لذا باید سطح کلکتور بیشتری استفاده شود. می‌توان کلکتورها را روی سقف یا در نزدیک استخر بر روی یک پایه، جایی که تابش خورشیدی مناسب دارد قرار داد.

## روکش روی استخر
استخرها گرما را به سه طریق جابجایی، تبخیر و تابش از سطح خود و به طریق هدایت از طریق دیواره‌های استخر از دست می‌دهند. به‌طور متوسط استخرهای روباز، ۹۰ درصد گرمایشان را از طریق سطح از دست می‌دهند، ۷۰ درصد به وسیلهٔ جابجایی و تبخیر، ۲۰ درصد به وسیلهٔ تابش به آسمان. حدود ۱۰ درصد نیز به وسیلهٔ هدایت از دیواره‌ها و کف هدر می‌رود. بهترین راه جلوگیری از افت حرارت ناشی از تبخیر استفاده از روکش پلاستیکی استخر است. یک روکش شفاف بهتر از مات است چون در طول روز اجازه می‌دهد تا خورشید استخر را گرم کند. کشیدن روکش روی استخر بین ۵ تا ۱۰ درجه دمای آب را بالاتر می‌برد.

## کاهش نگهداری و مراقبت از تجهیزات
بسیاری از استخرها دارای یک سیستم فیلترینگ جهت تصفیه آب هستند. لوله‌های سیستم خورشیدی به لوله‌های همین سیستم فیلترینگ فعلی وصل می‌شود. یک سیستم کنترلی، مدار جریان آب بین پمپ و فیلتر و استخر را کنترل می‌کند.
اگر سیستم خورشیدی به وضع موجود اضافه شود، ممکن است به دلیل ضعیف بودن پمپ فعلی، به یک پمپ اضافی جهت فرستادن آب به مدار کلکتورها نیاز داشته باشد.
در مناطقی که امکان یخ زدگی در زمستان وجود دارد، لازم است یک مخزن تخلیه جهت تخلیه کل آب سیستم کلکتورها جهت جلوگیری از یخ زدگی نیز باید پیش‌بینی گردد.

## انواع استخرهای خورشیدی آب نمک
۱. دو لایه‌ای ۲. چند لایه‌ای
اگر آب یک استخر (یا دریاچه کوچک) شور و بی حرکت باشد و مدت‌ها مقابل آفتاب قرار گیرد، از آنجا که تبخیر به‌طور مداوم جریان دارد بتدریج لایه‌ای از آب گرم پرنک تر (غلیظ تر) در سطح استخر به وجود می‌آید که به دلیل وزن خود به آهستگی به طرف پائین حرکت نموده و در ته استخر جمع می‌گردد. اگر قطر لایه اخیر آب که گرمتر و شورتر است به یک متر برسد و به نحوی از میل طبیعی آن که صعود به طرف بالاست جلوگیری شود تا این لایه درجای خود ثابت بماند، منبع خوبی از میل طبیعی آن که صعود به طرف بالاست جلوگیری شود تا این لایه در جای خود ثابت بماند، منبع خوبی برای ذخیره حرارت به وجود خواهد آمد.

## دلیل نامگذاری
دو لایه آب نمک در آن‌ها تشکیل می‌شود که لایه با غلظت کمتر در بالا و لایه با غلظت بیشتر در پایین در ته استخر جمع می‌شود. این استخرهای آب نمکی حتی در روزهای ابری نیز قادر به کار خواهند بود.
استخر آب نمک دو لایه‌ای در واقع تقلیدی است از طبیعت

## تولید برق
باید حرارت آن را در یک اوپراتور برای تبخیر سیالی آلی مثلاً فرتون استفاده کنند
بخار فرتون حاصل بافشار تمام توربینی را با سیکل رانکین بگرداند
بخار کم فشار بعد از توربین به کندانسور رفته
در کندانسور، آب نسبتاً سردتر طبقه بالای استخر، آن بخار را مجدداً به مایع تبدیل می‌کند که این مایع مجدداً به اوپراتور رفته و سیکل تکرار می‌شود
این استخرها بسته به ظرفیت ذخیره حرارتی می‌توانند چهار فصل کار کنند و باتری ذخیره خودش هم محسوب گردد.